# Nick of Time (album)
Pour les articles homonymes, voir Nick of Time.
Albums de Bonnie Raitt
Nine Lives
(1986) Luck of the Draw
(1991)
Nick of Time est un album de Bonnie Raitt, sorti en 1989.

## L'album
L'échec de son album précédent, Nine Lives, fait perdre à Bonnie Raitt son contrat avec Warner Bros.. Elle rejoint alors Capitol et engage le producteur d'hymnes festifs Don Was pour gérer son mélange de folk, blues et rock. C'est le début du style que la chanteuse garde encore aujourd'hui et qui fait son succès. L'album atteint la première place des hit-parades aux États-Unis, se vend à cinq millions d'exemplaires, gagne trois Grammy Awards en 1990 dont celui de l'album de l'année, Raitt en remportant un quatrième pour un duo avec John Lee Hooker la même année.
En 2015, l'album reçoit le Grammy Hall of Fame Award. En 2022, il est inscrit au registre national des enregistrements (National Recording Registry) de la bibliothèque du Congrès à Washington.  

### Titres
1. Nick of Time (Raitt) (3:52)
2. Thing Called Love (John Hiatt) (3:52)
3. Love Letter (Bonnie Hayes) (4:04)
4. Cry on My Shoulder (Michael Ruff) (3:44)
5. Real Man (Jerry Lynn Williams) (4:27)
6. Nobody's Girl (Larry John McNally) (3:14)
7. Have a Heart (Bonnie Hayes) (4:50)
8. Too Soon to Tell (Rory Michael Bourke, Mike Reid) (3:45)
9. I Will Not Be Denied (Jerry Lynn Williams) (4:55)
10. I Ain't Gonna Let You Break My Heart Again (David Lasley, Julie Lasley) (2:38)
11. The Road's My Middle Name (Raitt) (3:31)

### Musiciens
- Bonnie Raitt : guitares, piano, voix
- Arthur Adams, John Jorgenson, Michael Landau : guitare
- Bill Bergman, Dennis Farias, Greg Smith : cor
- John Berry, Jr. : cor, voix
- Harry Bowens, David Lasley, David Crosby, Arnold McCuller, Larry John McNally, Graham Nash, Sweet Pea Atkinson : voix
- Tony Braunagel : percussions, batterie, timbales
- Fran Christina : batterie
- Paulinho Da Costa : percussion, conga
- Chuck Domanico : basse
- Ricky Fataar : percussions, batterie
- Marty Grebb : saxophone ténor
- Herbie Hancock, Swamp Dogg : piano
- Heart Attack Horns : cors
- Preston Hubbard, James Hutchinson : basse
- Jay Dee Maness : pedal steel, guitares
- Michael Ruff, Scott Thurston, Don Was : claviers
- Johnny Lee Schell : guitare acoustiques et rythmique, voix
- Kim Wilson : harmonica

## Classements hebdomadaires
| Classement (1989-1990)        | Meilleure place |
| ----------------------------- | --------------- |
| Allemagne (Media Control AG)  | 68              |
| Australie (ARIA Charts)       | 58              |
| États-Unis (Billboard 200)    | 1               |
| Pays-Bas (Mega Album Top 100) | 65              |
| Royaume-Uni (UK Albums Chart) | 51              |

## Certifications
| Pays                  | Certification | Unités certifiées |
| --------------------- | ------------- | ----------------- |
| Canada (Music Canada) | 3 × Platine   | 300 000           |
| États-Unis (RIAA)     | 5 × Platine   | 5 000 000         |